# Alan Turing
Alan Mathison Turing (London, 23. lipnja 1912. – Wilmslow, 7. lipnja 1954.), bio je britanski matematičar, kriptograf i teoretičar računalstva. Smatra se ocem teorijske računarske znanosti i umjetne inteligencije.
Za vrijeme Drugog svjetskog rata, 1942. godine u Bletchley Parku nedaleko Londona, uspješno je u suradnji s timom matematičara razvio elektromehanički stroj nazvan Bombe pomoću kojeg je dešifriran njemački stroj za šifriranje Enigma. Principi rada Bombe kasnije su korišteni za razvoj modernih računala. Povjesničari procjenjuju da je rad njegova stručnog tima spasio 14 milijuna žrtava.
Godine 1950. Turing je objavio Turingov test, test umjetne inteligencije računala, o kojem se i dan danas vode rasprave. Također je izmislio Turingov stroj te je po njemu ime dobila Turingova nagrada.
Nakon rata osuđen je i kemijski kastriran zbog homoseksualnosti. Britanska vlada i kraljica Elizabeta II. posmrtno su ga pomilovali početkom 21. stoljeća te se ispričali za svoje postupke.

## Unutarnje poveznice
- Turingov stroj
- Univerzalni Turingov stroj
- Turingova nagrada